# 18e Match des étoiles de la Ligue nationale de hockey
Match précédent Match suivant
Le 18e Match des étoiles de la Ligue nationale de hockey fut tenu le 10 octobre 1964 au domicile des Maple Leafs de Toronto, le Maple Leaf Gardens. L'étoile de la rencontre fut Jean Béliveau des Canadiens de Montréal qui obtint le but égalisateur. Lors de la deuxième période, après avoir intentionnellement retenu la rondelle, Charlie Hodge devint le premier gardien de but de l'histoire du Match des étoiles à recevoir une pénalité.

## Effectif

### Étoiles de la LNH
- Entraîneur-chef : Sid Abel ; Red Wings de Détroit.

Gardiens de buts :
- 01 Glenn Hall ; Blackhawks de Chicago.
- 25 Charlie Hodge ; Canadiens de Montréal.

Défenseurs :
- 02 Jacques Laperrière ; Canadiens de Montréal.
- 03 Harry Howell ; Rangers de New York.
- 05 Elmer Vasko ; Blackhawks de Chicago.
- 11 Pierre Pilote ; Blackhawks de Chicago.
- 23 Leo Boivin ; Bruins de Boston.

Attaquants
- 04 Jean Béliveau, C ; Canadiens de Montréal.
- 07 Bobby Hull, AG ; Blackhawks de Chicago.
- 08 Norm Ullman, C ; Red Wings de Détroit.
- 09 Gordie Howe, AD ; Red Wings de Détroit.
- 10 Alex Delvecchio, C ; Red Wings de Détroit.
- 12 Rod Gilbert, AD ; Rangers de New York.
- 15 Murray Oliver, C ; Bruins de Boston.
- 16 Claude Provost, AD ; Canadiens de Montréal.
- 20 Camille Henry, C ; Rangers de New York.
- 21 Stan Mikita, C ; Blackhawks de Chicago.
- 22 Johnny Bucyk, AG ; Bruins de Boston.

### Maple Leafs de Toronto
- Entraîneur-chef : Punch Imlach.

Gardiens de buts
- 01 Johnny Bower.
- 24 Terry Sawchuk.

Défenseurs :
- 02 Carl Brewer.
- 07 Tim Horton.
- 19 Kent Douglas.
- 21 Bobby Baun.
- 22 Larry Hillman.

Attaquants :
- 08 Gerry Ehman, AD.
- 09 Andy Bathgate, AD.
- 10 George Armstrong, AD.
- 11 Ron Ellis, AD.
- 12 Ron Stewart, AD.
- 14 Dave Keon, C.
- 15 Billy Harris, C.
- 17 Don McKenney, C.
- 18 Jim Pappin, AD.
- 20 Bob Pulford, AG.
- 23 Eddie Shack, AD.
- 27 Frank Mahovlich, AG.

## Feuille de match
| No | Score            | Équipe           | Buteur (Passeur(s))            | Temps            |                  |
| Première période | Première période | Première période | Première période               | Première période | Première période |
| --- | ---------------- | ---------------- | ------------------------------ | ---------------- | ---------------- |
| Aucun but |                  |                  |                                |                  |                  |
| Pénalité : Bathgate (Tor) retenu 1:05 ; Howell (LNH) chargé 7:25 ; Baun (Tor) double-échec 15:38 ; Douglas (Tor) interférence 17:42 ; Oliver (LNH) bâton élevé 17:42 |                  |                  |                                |                  |                  |
| Deuxième période |                  |                  |                                |                  |                  |
| 1 | 1-0              | LNH              | Boivin (Laperrière - Oliver)   | 10:47            |                  |
| 2 | 1-1              | Toronto          | Douglas (Bathgate - Mahovlich) | 11:45 AN         |                  |
| 3 | 2-1              | LNH              | Béliveau (Hull - Howe)         | 13:52            |                  |
| Pénalité : Laperrière (LNH) interférence 2:27 ; Mikita (LNH) rudesse 9:43 ; Baun (Tor) rudesse 9:43 ; Howell (LNH) accroché 11:03 ; Hodge délai de jeu 15:31.        |                  |                  |                                |                  |                  |
| Troisième période |                  |                  |                                |                  |                  |
| 4 | 3-1              | LNH              | Oliver (Bucyk - Howell)        | 6:11             |                  |
| 5 | 3-2              | Toronto          | Pappin (Ehman)                 | 13:35            |                  |
| Pénalité : Stewart (Tor) interférence 5:32 ; Pilote (LNH) retenu 5:43 ; Douglas (Tor) interférence 8:35 ; Provost (LNH) accroché 10:51.                              |                  |                  |                                |                  |                  |

Gardiens :
- LNH : Hall (29:43), Hodge (30:17, est entré à 9:43 de la 2e période).
- Toronto : Bower (29:43), Sawchuk (30:17, est entré à 9:43 de la 2e période).

Tirs au but :
- LNH (32) 09 - 14 - 09
- Toronto (28) 08 - 08 - 12

Arbitres : John Ashley
Juges de ligne : Neil Armstrong, Matt Pavelich